# Ritter Gusztáv
Ritter Gusztáv (Planik, Hessen nagyhercegség, 1846. november 20. – Kolozsvár, 1926. december) kolozsmonostori magyar királyi gazdasági tanintézet főkertésze.

## Életútja
Szakismereit Lucas Ede Pomológiai Intézetében sajátította el Reutlingenben. Főkertész volt Kolozsmonostoron 1870-től. Az intézetben előadta az összes kertészettant és a szőlőművelést. Tanította és vezette a néptanítók kertészeti és gyümölcsészeti tanfolyamát, valamint a kolozsvári állami faiskolát. 1885-ben kapta a koronás arany érdemkeresztet. Az erdélyi gazdasági egylet igazgató választmányi tagja volt. 1913 nyarán vonult nyugdíjba, de ezt követően rövid ideig még a földvári szász földművesiskola főkertésze volt. Főként almafajtákkal foglalkozott. Hosszas szenvedés után 1926 decemberében hunyt el.
Munkatársa volt az Erdélyi Gazda és Mezőgazdának Kolozsvárt és a Gyümölcskertésznek Budapesten.

## Munkái
- A házi kert. Kolozsvár, 1891. Két táblán 10 ábrával. (Erdélyi gazdasági egylet könyvkiadó vállalata 12., 2. kiadás 1897. 3. k. 1898. 5. k. 1901. Uo.).
- Gyümölcs értékesítése. Kolozsvár, 1893. Hat ábrával. (Erdélyi gazd. egyl. könyvk. vállalata 18., 2. kiadás 1897., 3. k. 1901. Uo.).
- Útmutató az országutak befásításához (Bp., 1897)
- Domacna zahrada (Bp., 1900)
- Gradina din preamja casu (Bp., 1900)
- Hausgarten (Bp., 1900)